# AMX-32
L'AMX-32 est un projet de char de combat français, proposé pour l'exportation, il fut conçu par l'arsenal de Roanne (ARE) et les ateliers de construction d'Issy-les-Moulineaux (AMX-APX) à la fin des années 1970. En l'absence de commandes, seulement six prototypes de l'AMX-32 ont été réalisés.
L'AMX-32 présentait de notables avancées techniques par rapport à l'AMX-30B, certaines d'entre-elles (boîte automatique, conduite de tir automatisée, et télémètre laser) furent ensuite réutilisées sur l'AMX-30B2.

## Protection

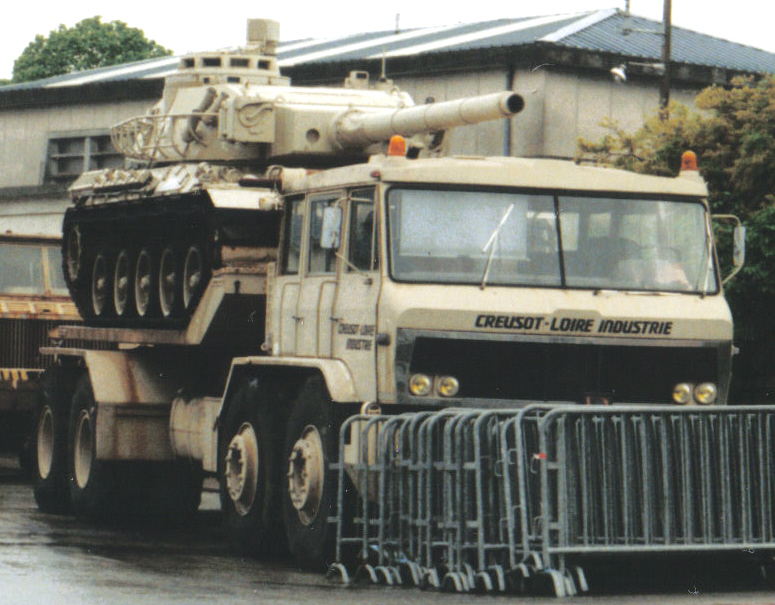
Camion Willème PRP T40A "Tidelium" à 4 essieux de Creusot-Loire Industrie avec un prototype de char AMX-32 au Musée des Blindés de Saumur en 1997.

L'utilisation de tôles d'acier double dureté particulièrement efficaces contre les projectiles cinétiques permettait à l'AMX-32 d'être protégé à l'avant contre des projectiles perforants tels que le 75 mm PCOT à noyau de tungstène tirés par le char léger AMX-13 et les obus perforants de 57 mm tirés par les canons des véhicules légers d'assaut ASU-57 des parachutistes soviétiques.
Ces tôles formaient la partie extérieure de caissons, créant un espace balistique, tels le masque de tourelle ou la pointe avant du châssis. De même, les côtés de tourelle faisaient également appel à la technique du blindage espacé pour procurer une protection contre les projectiles perforants de moyen calibre comme les obus de 23 mm. Le toit de tourelle, particulièrement épais, protégeait l'équipage contre les obus tirés par les chasseurs bombardiers à incidence de 30°.
En complément, l'AMX-32 dispose de six lance-pots fumigènes et son moteur intègre un générateur d'écrans de fumée.

## Moyens d'observation et conduite de tir

### Tireur
Le tireur (opérateur tourelle) dispose d'une lunette de masque M581, installée à droite du canon. La lunette offre un grossissement de × 10 et possède un télémètre laser APX M550, conçu par la CILAS (Compagnie industrielle des lasers), capable de mesurer les distances jusqu’à 10 km.
La lunette M581 incorpore aussi la conduite de tir automatisée COTAC APX M581 fonctionnant à l'aide d'un calculateur numérique APX M241. La COTAC (COnduite de Tir Automatique pour Char) calcule les angles de pointage du canon et le déplacement du réticule de visée à l'aide de différents systèmes tels un capteur de dévers, un élaborateur d'écarts, un déviateur optique et des tachymètres.

### Chef de char
Le chef de char possède quant à lui une lunette panoramique M527 gyrostabilisée en site et en gisement. Le chef de char avait également la possibilité, char en marche, d'asservir l'hydraulique de pointage sur sa ligne de visée ce qui avait pour effet de stabiliser l'armement principal du char et permettait au chef de faire feu dans l'urgence sur une cible fixe ou mobile à la hausse de combat, c'est-à-dire sans introduction de correction de tir par le système COTAC qui ne se trouvait qu'à disposition du tireur. Du fait de la vélocité de la munition flèche OFL 105 F1, un tel tir avait de bonnes probabilités d'atteindre la cible jusqu'à une distance de 1 500 mètres.
Cette solution de conduite de tir sera également retenue pour l'AMX-40, dotée cette fois-ci d'un canon lisse de 120 mm. Le véhicule ne rencontrera pas plus de succès à l'export que l'AMX-32. Cependant, les campagnes de tests plus poussés sur l'AMX-40 permettront aux ingénieurs et aux militaires de réaliser qu'une capacité de tir en mouvement au tireur et au chef avec introduction des corrections par la conduite de tir est un impératif pour un char moderne et apparaitra pour la première fois sur le Leclerc.

## Armement

### Principal
L'AMX-32 reprend le canon de 105 mm Modèle F1 de l'AMX-30, 47 munitions sont emportées dont 19 sont prêtes au tir dans la nuque de la tourelle et les 28 autres sont rangées dans la caisse du char, à droite du conducteur.
Le prototype armé du canon lisse de 120 mm Modèle G1 voit son emport réduit à 38 munitions dont 17 sont prêtes au tir dans la nuque de la tourelle et les 21 autres sont rangées dans la caisse du char, à droite du conducteur.

### Secondaire
Tout comme l'AMX-30, l'AMX-32 ne dispose pas de mitrailleuse coaxiale mais à la place un canon-mitrailleur 20-593 Modèle F2 d'un calibre de 20 mm monté à gauche de l'armement principal. Si nécessaire, on peut le rendre indépendant de ce dernier et le surpointer jusqu'à une élévation de 40° pour le tir contre les avions et les hélicoptères. Une bande de 230 obus est disposée dans une glissière d'alimentation qui entoure le poste du chargeur à l'intérieur de la tourelle tandis que 250 autres sont en réserve dans la tourelle.
Le chef de char a à sa disposition une mitrailleuse de 7.62 mm Modèle F1 type C1 montée sur un affût circulaire faisant le tour du tourelleau, la mitrailleuse est téléopérée et donc servie sous blindage. La mitrailleuse est alimentée par une bande de 650 cartouches, 1 500 cartouches sont en réserve.

## Mobilité
La principale innovation apportée au char fut l'installation d'une boîte automatique Minerva ENC 200 permettant le passage des cinq rapports avant et arrière sous couple et incorporant une direction assistée hydrostatique. Cela conférait au char un indéniable avantage en termes de mobilité tactique, le comportement en tout terrain de l'AMX-32 s'en trouvait considérablement amélioré.
Le moteur Renault HS-110-2-SR est une version améliorée du HS-110 de l'AMX-30 qui intègre une suralimentation refroidie lui permettant de développer 800 ch.
La suspension à barres de torsions offre un débattement 180 mm en compression et 100 mm en détente.

## Prototypes
- P1 : dévoilé au salon d'armements terrestres Satory VII en juin 1979. Il conservait le masque moulé de l'AMX-30 ainsi que son canon de 105 mm, son poids en ordre de combat est de 38 t[2]. En 1980, le P1 fut présenté avec une nouvelle tourelle comprenant un masque mécanosoudé avec un poids donné à 39 t.
- P2 : dévoilé au salon d'armements terrestres Satory VIII en juin 1981. La pointe avant du glacis a été modifiée dans un effort de renforcer sa protection balistique. Le poids du P2 en ordre de combat est de 40 t[2].

## Devenir
À ce jour[Quand ?], le Musée des blindés de Saumur possède trois exemplaires parmi les six prototypes construits. Nexter à Satory a conservé comme remorqueur le châssis AMX-32 ayant la pointe avant de la caisse à la forme se rapprochant de l'AMX-40. Le site de Roanne Nexter possédait aussi un châssis AMX-32 qui était en décoration aux couleurs de GIAT Industries et qui fut utilisé comme base pour construire le prototype chenilles souples "Atalante" (il fut exposé à Eurosatory en 2014). Atalante dispose notamment d'un galet supplémentaire et d'un poste de conduite réversible disposé dans le puits de tourelle. Le sixième prototype, équipé d'une gueuse, a servi de mulet pour l'intégration de commandes électriques au poste pilote, il est détenu par la « Militaire Association troyenne » qui possède aussi un châssis prototype Leclerc export.